# Calligonum taklimakanense
Calligonum taklimakanense är en slideväxtart som beskrevs av B.R.Pan & K.M.Shen. Calligonum taklimakanense ingår i släktet Calligonum och familjen slideväxter. Inga underarter finns listade i Catalogue of Life.